# Smaragdia purpureomaculata
Smaragdia purpureomaculata is een slakkensoort uit de familie van de Neritidae. De wetenschappelijke naam van de soort is voor het eerst geldig gepubliceerd in 2000 door Dekker.